# حقوق کیفری (فیلم)
حقوق کیفری (انگلیسی: Criminal Law) فیلمی دلهره‌آور به نویسندگی مارک کاسدان و کارگردانی مارتین کمبل است که در سال ۱۹۸۹ منتشر شد. از بازیگران آن می‌توان به گری اولدمن، کوین بیکن، تس هارپر، کرن یانگ و جو دان بیکر اشاره کرد.